# アルティメット エコロジー
『アルティメット エコロジー』（Ultimate Ecology、英: Eco Fighters）は、カプコンが1994年に制作した、アーケード向けの横スクロールシューティングゲーム。360°全方位にショットが発射可能なゲームシステムが特徴。
当作品は元々アーケードゲーム雑誌『ゲーメスト』誌上にて1989年頃に行われていた「ゲーム企画募集」の一般公募で最優秀賞に選ばれたアイディアを基に開発されたゲームである。当初の設定では、タイトルである「アルティメットエコロジー」の通り、主人公機は「環境を破壊せずに敵を倒せる兵器である」ことが重視されていた。そのため「原始的武器である鉄球（ハンマー）を振り回して戦うというアイディアが斬新」と、カプコン開発チームからも高く評価されていた。『ゲーメスト』誌上で、開発の様子を特集した記事も連載された。
ゲームに先駆け新声社からサントラCDもリリースされた。しかし『ストリートファイターII』（1991年）発売以降のゲーム業界の時流が影響し、格闘ゲーム全盛期の中でシューティングゲームの市場は厳しくなり、開発状況が誌上に掲載されなくなる。結果的に本作は市場に出すタイミングを逃してしまった。
そして、人々に忘れ去られていた1994年6月にようやく陽の目を見ることになるが、ハンマーのみで戦うというのはバランス的に厳しかったためか、ショットがメインの攻撃方法となっており、その上日本国内では基本的にカプコンからレンタルのみのリリースに留まる。そのため、ゲームセンターよりむしろ、おもちゃ屋・レンタルビデオ店の軒先の筐体で見掛けることの方が多かった（なお、海外版『Eco Fighters』は正式に発売されている）。
当初は『ロストワールド（現：フォゴットンワールド）』で導入された独自の入力デバイス「ローリングスイッチ」の活用を想定したゲーム内容だったが、結果的に、通常のアーケードゲーム筐体（レバー・ボタン）でもプレイ可能な仕様に調整され、日本国内ではレンタルのみで市場に出回るかたちとなった（北米では販売）。カプコン社員によれば出荷された台数も少なかったとのことで、「幻のゲーム」扱いもされている。8年後の2002年に、国内でも正式に基板が販売された（これは在庫として余っていたCPシステムII基板の処分と、売れ残ったミッチェルの『長江』の再利用が目的である）。また、家庭用のプラットフォームにも移植されている（詳細は#移植版を参照）。

## ゲーム内容
全7ステージ、一周エンド。残機はスコアによるエクステンド制。2人同時プレイ可能。
操作は方向レバー+3ボタン。ボタンの内1つがショットの発射、残り2つが後述の「アーム」の回転（一方が時計回り、もう一方が反時計回り）に対応。
プレイヤーの機体には「アーム」が装備されており、メインショットはアームの先端から発射される。アームは機体を中心に、自在に回転可能のため、360°全方位へショットの発射が可能。また、アームの先端は、小さな敵弾を防いだり、直接敵に接触させて攻撃することもできる。

## アイテム
ダイヤ
敵を破壊すると出現する得点アイテム。
取得すると画面下部の "POW" のカウントが上昇し、カウントが20になると、アームのアイテムを持ったキャリアーが出現する。
大きさや形は様々で、それぞれ得点や上昇するカウントが異なる。
また、稀にアームの「レベル（後述）」を一気に最大にする、特殊なダイヤが出現する。
アーム
上述の条件で、キャリアーに運ばれてくる。キャリアーが放出後、一定時間ごとに中身が変わり、取得したタイミングでアームの種類が決まる。
同じ種類を連続して取るとアームの「レベル」が上がり、威力などが強化される。レベルは最大5で、ミスすると2レベル下がる。また、アームを変更してもレベルは引き継がれる。
アームの種類については#アームの項目を参照。
サブウェポン
特定の位置に登場する敵キャラクターを破壊すると出現する、カプセル型のアイテム。アームと同様、一定時間ごとに内容（カプセルの文字）が変わり、取得したタイミングで装備が決まる。
サブウェポンの種類については#サブウェポンの項目を参照。

## アーム
レーザーソード以外は、ショットボタン押しっぱなしで「溜め撃ち」が可能で、溜めを維持している間もショットがオート連射される（オート連射の速度はアームによって異なる）。
エナジーボール
初期装備。高速連射可能なエネルギー弾。溜め撃ちで、貫通力を持った大型の「ハイエナジーボール」を生成、発射する。
溜めを維持した状態で生成したハイエナジーボールを直接当てても攻撃可能だが、耐久力が高い敵の場合、弾が消失してしまう。
レベルアップで、通常弾が巨大化する。
ハンマー
鉄球型のアームを装着し、貫通弾を発射する。溜め撃ちで、鉄球部分を巨大化させたアームを伸ばして殴りつける（その際アームを振り回すことでさらに射程が伸びる）。
レベルアップで、貫通弾のサイズと溜め撃ち時のアームの伸びる距離が大きくなる。
鉄球部分が他のアームに比べると巨大なため、敵弾を防げる範囲も広い。
レーザーソード
近接用武器。ショットの発射や溜め撃ちの概念がなく、ショットボタンを押さずとも、攻撃判定を持ったレーザーソードが、常時アームから発生し続ける。アームを振り回すことで瞬間的に射程が（最大で画面端まで）伸びる。
レベルアップでレーザーがより長く、太くなる。
ホイール
扇状に広範囲へショットを放つ。溜め撃ちで敵を追尾する「ホーミングカッター」を発射。
溜めを維持している間、ホーミングカッターはホイールの外縁を周回し続け、接触により連続的に敵へダメージを与える。
レベルアップでショットの発射方向が増加する（最大9方向）。

## サブウェポン
発射はアームのショットボタンと同一。機体から直接発射されるため、弾道はアームの角度に影響されない。レベルの概念はなく、同じアイテムを連続して取得しても強化はされない。またミスしても失われず、他のサブウェポンを取るか残機をすべて失うまで、装備は維持される。
バルカン (V)
機体前方へ水平に発射される。
ボム (B)
放物線を描いて落下し、着弾時に爆風が広がる。
ホーミング (H)
敵を自動的に追尾する。

## ストーリー
人類が宇宙へ進出したことで、惑星資源発掘が企業経営として成り立つようになった遠未来。惑星開発企業の最大手「ゴヨーク社」は、数多の惑星の資源を搾取、環境を汚染し、死の星へと変えてきた。その魔の手は、緑と水の惑星・エルウッドにも伸びてきた。
エルウッドの環境が無残に破壊されていく中、自然を愛する科学者・モリー博士は、ゴヨーク社の廃棄物から戦闘メカを開発。ゴヨーク社の野望を止め、元の美しい自然を取り戻すため、2人の孫にその使命を託した。

## 登場人物
モリー博士
本作の自機を開発した科学者。
作中では、各ステージ開始時に、状況や攻撃目標などを報告する。
アイス / ネナ
モリー博士の孫たちで、それぞれ1P側の機体、2P側の機体のパイロット。
作中ではエンディングのスタッフロールで姿が確認できる。
ゴヨーク
「ゴヨーク社」社長。オープニングデモ、およびステージ6以降の会話デモに登場。
また、ステージ6のボスは、彼を象った巨大メカとなっている。

## 移植版
プラットフォームによっては、アナログスティックがアームの回転操作に対応しているものもある。
- 2006年9月7日発売のPlayStation Portable版『カプコン クラシックス コレクション』に収録。
- 据置機では、2022年7月22日配信の『カプコンアーケード2ndスタジアム』に収録[7]。対応機種はNintendo Switch、PlayStation 4、Xbox One、Windows。本作だけの単独購入も可能。

## スタッフ
- オブジェクト: S・Y、IMOMUSHI、CHAMA、THE PIN K、DWAY!（西村マサル）、OVAVA、MINOBEYAN（見延浩明）、KAKUNAKA
- 背景: GO、Y・N、MAY、ZIGGY（さかもとようこ）、OYAMI、HIROPON
- プログラム: YUUYA、A・KOMORINI、TILDE・KAW、COMMANDER GUCHI、SOME-P
- サウンドデザイナー: TOSHIO・K（梶野俊夫）、HIROAKI・K（近藤広明）
- ミュージックコンポーザー: SYUN（西垣俊）
- ボイス: K-TA NISHIHARA（西原K太）、YOSHIYA NEMOTO（根本嘉也）、CHISA YOKOYAMA（横山智佐）
- プランナー: MESHI、KONOU、ETOS
- スペシャルサンクス: SHO、SENSEI（末次春樹）、NEZUMI（酒井奨）、BUPPO、SHIN、AOI MIX、TARABAR（堀崇真）、Y・IDA、MR SHIRAIWA、GAMEST AND ALL CAPCOM STAFF
- プロデューサー: YOKAMOTO（岡本吉起）
- オリジナルプランナー: KEISUKE MORI（森圭介） - 『ゲーメスト』誌上ゲーム募集企画 最優秀賞受賞者

## サウンドトラック
- 『ゲーメスト』を出版していた新声社より、1994年1月22日発売。タイトルが『アルティミットエコロジー』表記となっている。
- ソニー・ミュージックエンタテインメントからも、『エコロジー／アーケードゲームトラック』名義で、1994年2月2日に発売。